# Yusuf Barak
Yusuf Barak (født 2. februar 1984 i Kabul, Afghanistan) er en afghansk fodboldspiller, der spiller for SF Altenhasungen.

## Tidligere liv
Barak blev født i Kabul, men flygtede i 1990 til Tyskland.

## Klubkarriere
Samme år som Barak flygtede til Tyskland, startede han til fodbold i KSV Baunatal. Han spillede i 13 år som ynglingespiller, og blev i 2003 rykket op på senior truppen. Han spillede 58 ligakampe for klubben.
I starten af 2006/07 sæsonen skiftede han til SC Paderborn 07 II hvor han spillede der en sæson. Derefter skiftede han i sommeren 2007 videre til FSC Lohfelden og i sommeren 2008 videre til Hessen Kassel.
2010/11 sæsonen tilbragte han hos TSV Wolfsanger, og skiftede i 2011 tilbage til sin gamle klub, Hessen Kassel.

## Landshold
Hans debut for den afghanske fodboldlandshold fik forsvareren den 26. oktober 2007.